# Jardim do Mar
Jardim do Mar è una freguesia portoghese nel lato meridionale dell'isola di Madera. Nel 2011 la sua popolazione ammontava a 204 abitanti, su un’area di 0,74 km².

## Geografia
Jardim do Mar è un fazzoletto di terra tra l'oceano Atlantico e le scogliere della vicina parrocchia civile di Prazeres e vi si accede da una sola strada e un sistema di gallerie verso Prazeres ed Estreito da Calheta. Si trova a circa 3 km a nordovest di Calheta.

## Caratteristiche
Le onde s'infrangono su un ampio fronte e gli appassionati esperti di surf trovano qui un ottimo campo per l'esercizio di quest'attività sportiva.

## Economia
L'economia della freguesia si basa fondamentalmente sulla coltivazione della canna da zucchero e sulla pesca, cui si aggiunge un certo contributo del turismo.